# Tara Conner

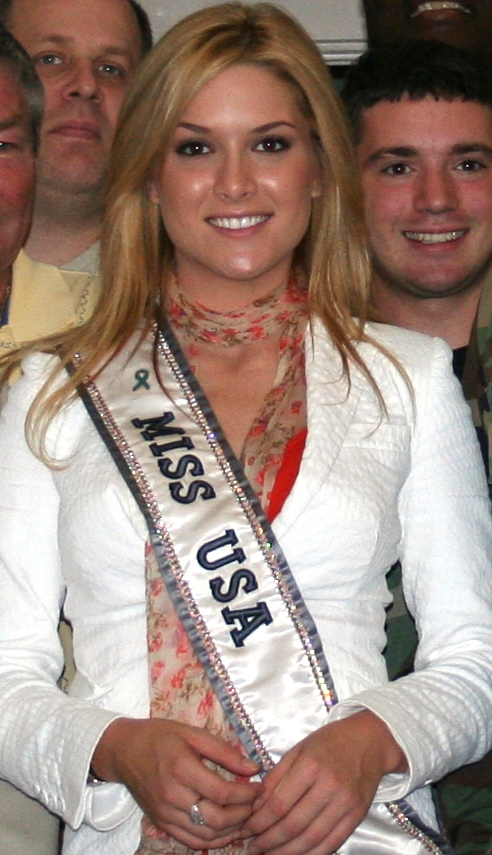
Tara Conner

Tara Elizabeth Conner (ur. 18 grudnia 1985 w Dallas, Teksas), Miss USA 2006. Przed zdobyciem tytułu Conner była modelką i kelnerką. Oprócz tytułu Miss USA, zdobyła również tytuły Miss Teen Kentucky 2002, Miss Kentucky 2006 oraz 4. Wicemiss Universe 2006.
W 2006 roku wywołała publiczny skandal, ponieważ w swoim apartamencie, który wygrała zostając Miss USA urządzała głośnie przyjęcia, piła, zażywała narkotyki oraz publicznie pocałowała Miss Teen USA, Katie Blair. Jednak organizatorzy konkursu jej nie zdetronizowali.